# Metarctina ochricostata
Metarctina ochricostata är en fjärilsart som beskrevs av M.Gaede 1928. Metarctina ochricostata ingår i släktet Metarctina och familjen tandspinnare. Inga underarter finns listade i Catalogue of Life.